# Hurry Up, We're Dreaming

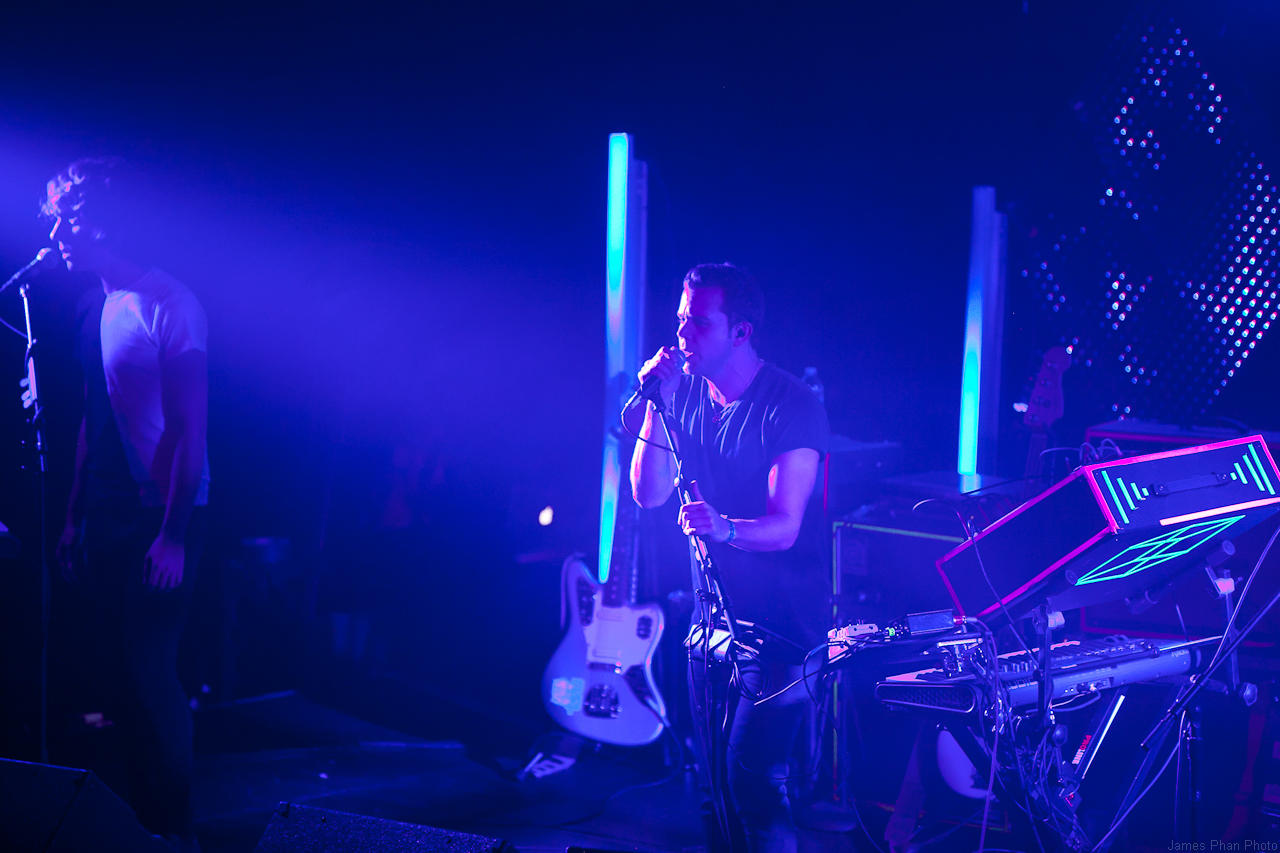
M83 no Music Box Theater, em novembro de 2011, durante turnê.

Hurry Up, We're Dreaming é o sexto álbum de estúdio da banda francesa M83. O álbum duplo foi lançado em 18 de outubro de 2011. O registro foi produzido por Justin Meldal-Johnsen, mixado por Tony Hoffer e recebeu no geral críticas favoráveis. O álbum concorreu a Melhor Álbum de Música Alternativa no Grammy Awards de 2013.
O álbum foi reconhecido como um 100 Melhores Álbuns da Década Até Agora pela Pitchfork Media em Agosto de 2014.

## Produção

### Antecedentes e Gravação
Antes de gravar Hurry Up, We're Dreaming, Anthony Gonzalez se mudou de seu país natal França para Los Angeles. Descrevendo a mudança em uma entrevista, Gonzalez disse: "Passei 29 anos de minha vida na França, eu me mudei para Califórnia um ano e meio antes de fazer este álbum e eu estava excitado e inspirado por diversas coisas: pela paisagem, pelo jeito de viver, pelos shows, pelos filmes, pelas viagens solitárias... eu estava me sentindo vivo de novo, e isso, eu acho, você pode ouvir no álbum.Segundo Gonzalez, a turnê com The Killers, Depeche Mode e Kings of Leon, e suas viagens ao Joshua Tree National Park também influenciaram o álbum pesadamente.

## Faixas
Todas as músicas compostas por Anthony Gonzalez, exceto "Splendor", escrita por Anthony Gonzalez e Brad Laner.
| Disco 1        |                            |         |  |
| N.º            | Título                     | Duração |  |
| 1.             | "Intro"                    | 5:22    |  |
| 2.             | "Midnight City"            | 4:03    |  |
| 3.             | "Reunion"                  | 3:55    |  |
| 4.             | "Where the Boats Go"       | 1:46    |  |
| 5.             | "Wait"                     | 5:43    |  |
| 6.             | "Raconte-moi une histoire" | 4:04    |  |
| 7.             | "Train to Pluton"          | 1:15    |  |
| 8.             | "Claudia Lewis"            | 4:31    |  |
| 9.             | "This Bright Flash"        | 2:23    |  |
| 10.            | "When Will You Come Home?" | 1:23    |  |
| 11.            | "Soon, My Friend"          | 3:09    |  |
| Duração total: | Duração total:             | 37:34   |  |

| Interlúdio |          |         |  |
| N.º        | Título   | Duração |  |
| 1.         | "Mirror" | 5:45    |  |

| Disco 2        |                               |         |  |
| N.º            | Título                        | Duração |  |
| 1.             | "My Tears Are Becoming a Sea" | 2:31    |  |
| 2.             | "New Map"                     | 4:22    |  |
| 3.             | "OK Pal"                      | 3:58    |  |
| 4.             | "Another Wave from You"       | 1:53    |  |
| 5.             | "Splendor"                    | 5:06    |  |
| 6.             | "Year One, One UFO"           | 3:17    |  |
| 7.             | "Fountains"                   | 1:21    |  |
| 8.             | "Steve McQueen"               | 3:48    |  |
| 9.             | "Echoes of Mine"              | 3:39    |  |
| 10.            | "Klaus I Love You"            | 1:44    |  |
| 11.            | "Outro"                       | 4:07    |  |
| Duração total: | Duração total:                | 35:46   |  |

| Edição Deluxe - Disco 3 |                                      |         |  |
| N.º                     | Título                               | Duração |  |
| 1.                      | "Midnight City" (Eric Prydz remix)   | 6:01    |  |
| 2.                      | "Midnight City" (Trentemøller remix) | 7:29    |  |
| 3.                      | "Midnight City" (Team Ghost remix)   | 3:57    |  |
| 4.                      | "Reunion" (Mylo remix)               | 6:02    |  |
| 5.                      | "Reunion" (Sei A remix)              | 6:52    |  |
| 6.                      | "Reunion" (White Sea remix)          | 4:59    |  |
| 7.                      | "Steve McQueen" (Maps remix)         | 6:33    |  |
| 8.                      | "Steve McQueen" (BeatauCue remix)    | 4:28    |  |